# 今西家書院
今西家書院（いまにしけしょいん）は、奈良県奈良市福智院町にある歴史的建造物。国の重要文化財に指定されている。

## 概要
元々は興福寺大乗院の坊官である福智院家（福智院に名前が残る）の居宅であった。改修を何度か受けているが、庭に面する九畳と八畳の2室は室町時代のものが伝わる。書院造の初期の特徴を残す遺構で、大乗院の御殿より移築された可能性もある。
1924年（大正13年）に今西家の所有となり、1937年（昭和12年）8月25日に国宝保存法により国宝（旧）に指定され、文化財保護法の施行に伴い、1950年（昭和25年）に国の重要文化財となった。

## 交通アクセス
近鉄奈良駅より徒歩15分、またはJR・近鉄奈良駅から天理行バス約10分「福智院町」下車徒歩3分。

## ギャラリー

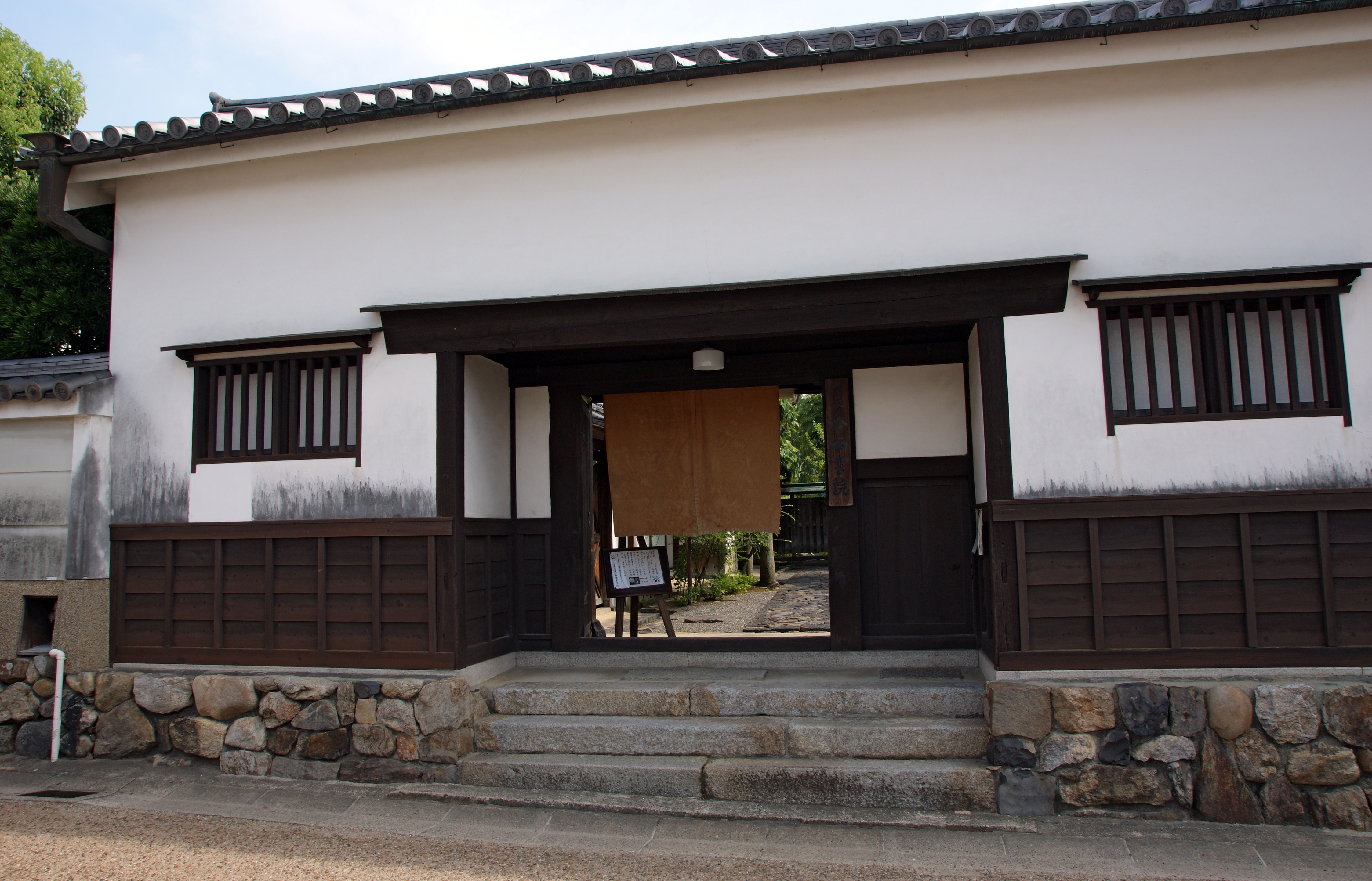
道路に面した敷地の門外観
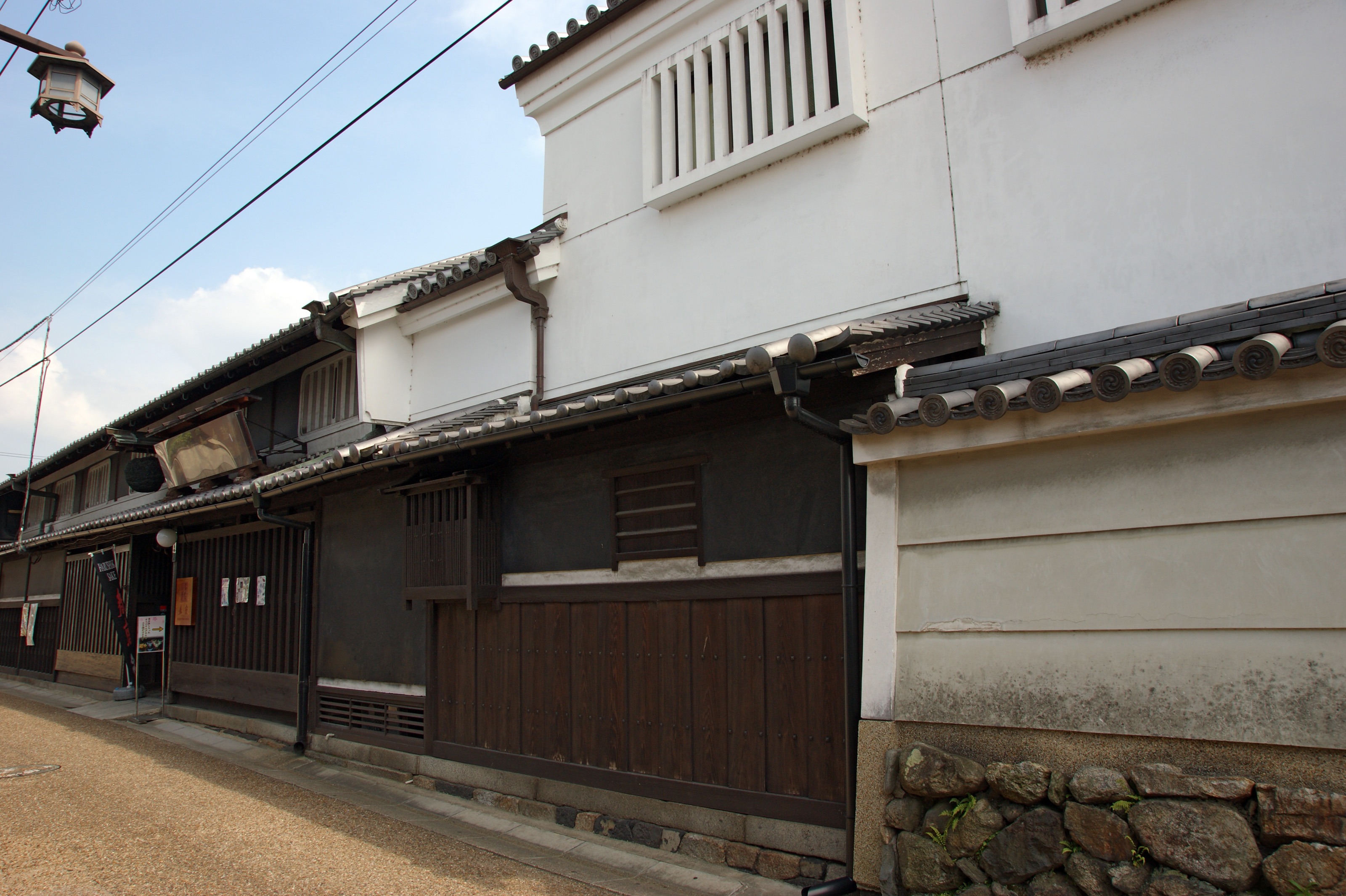
隣接する今西清兵衛商店（現管理者）の店舗を望む
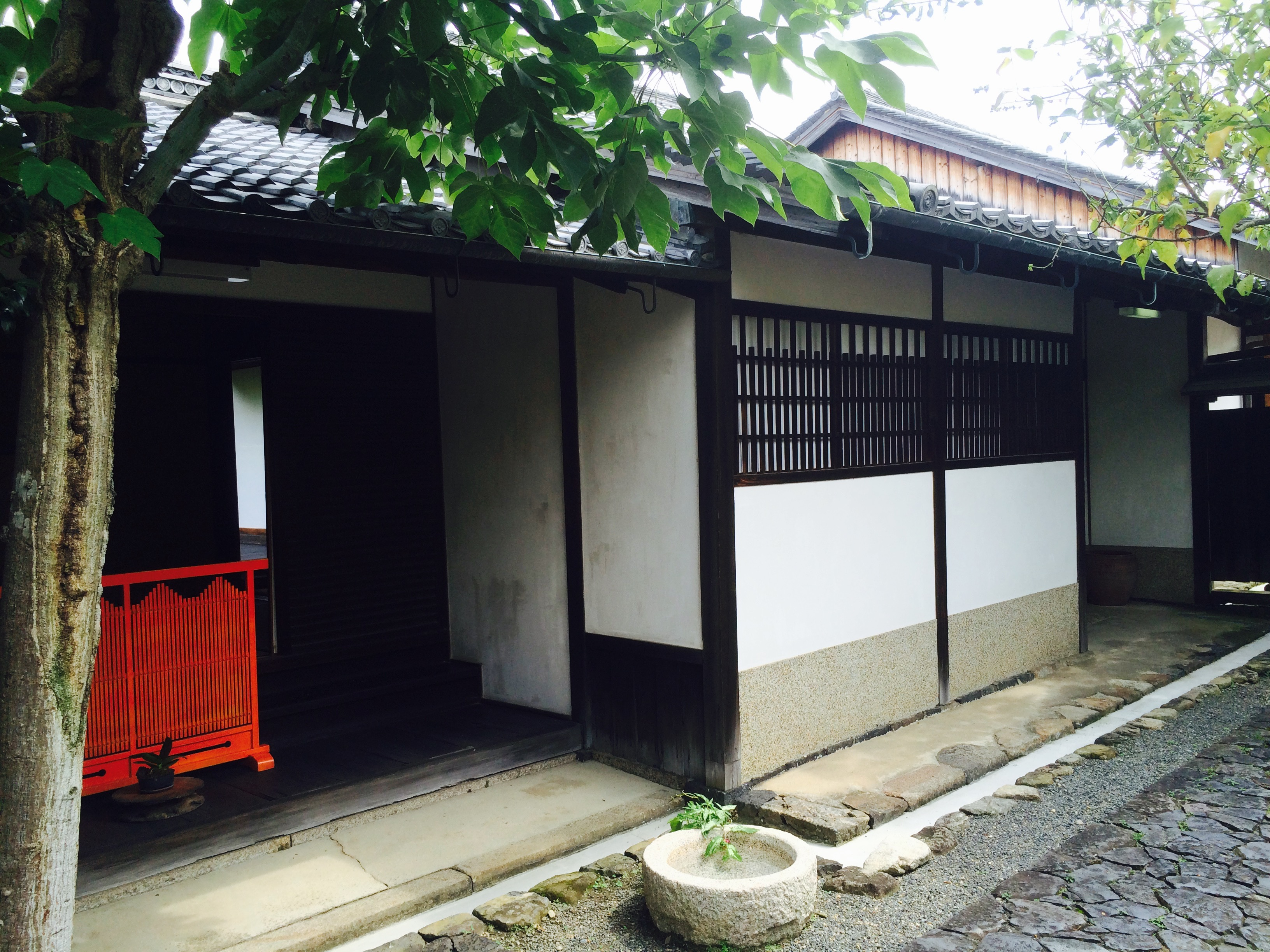
式台玄関
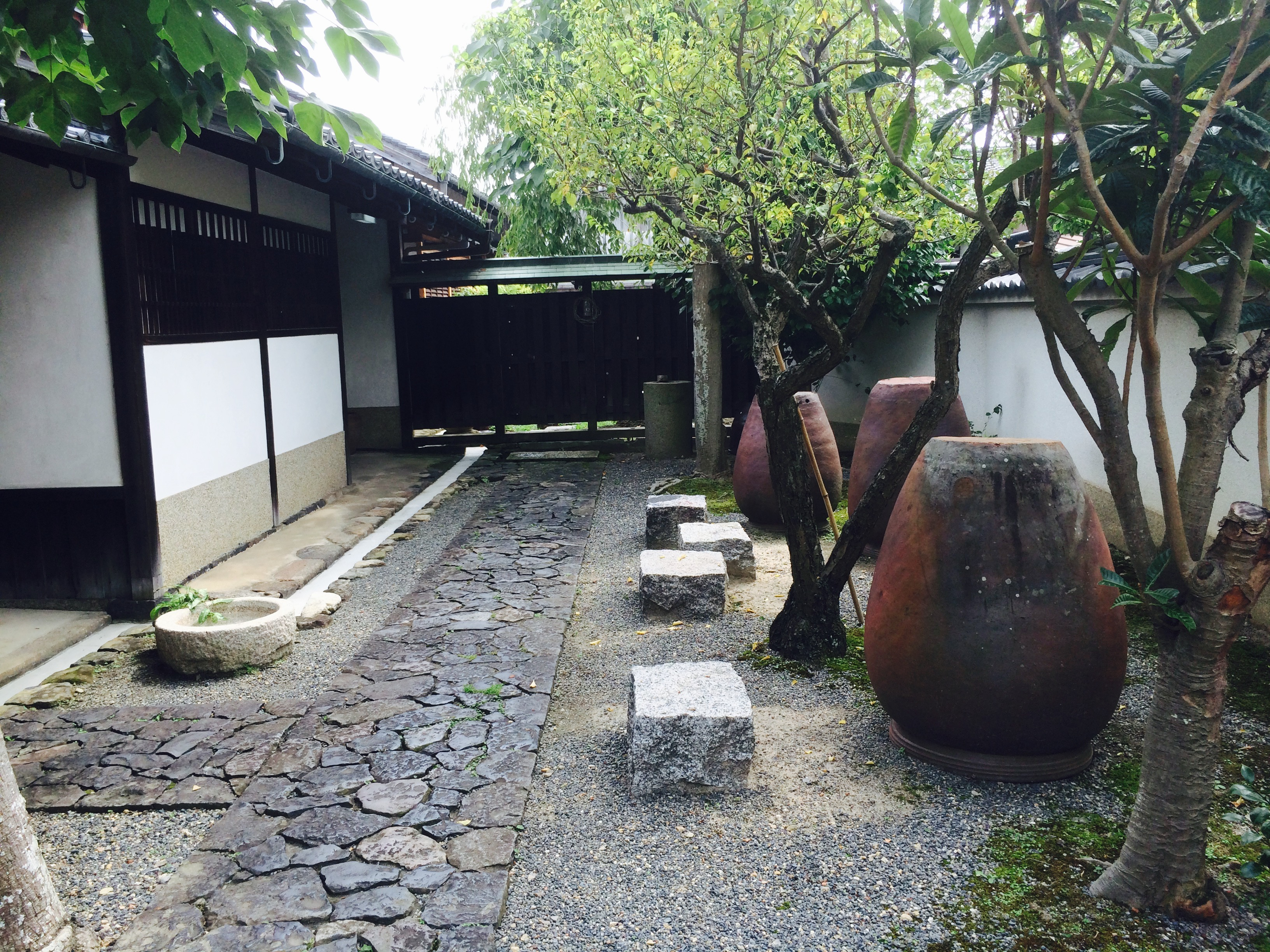
庭：門より玄関への視点
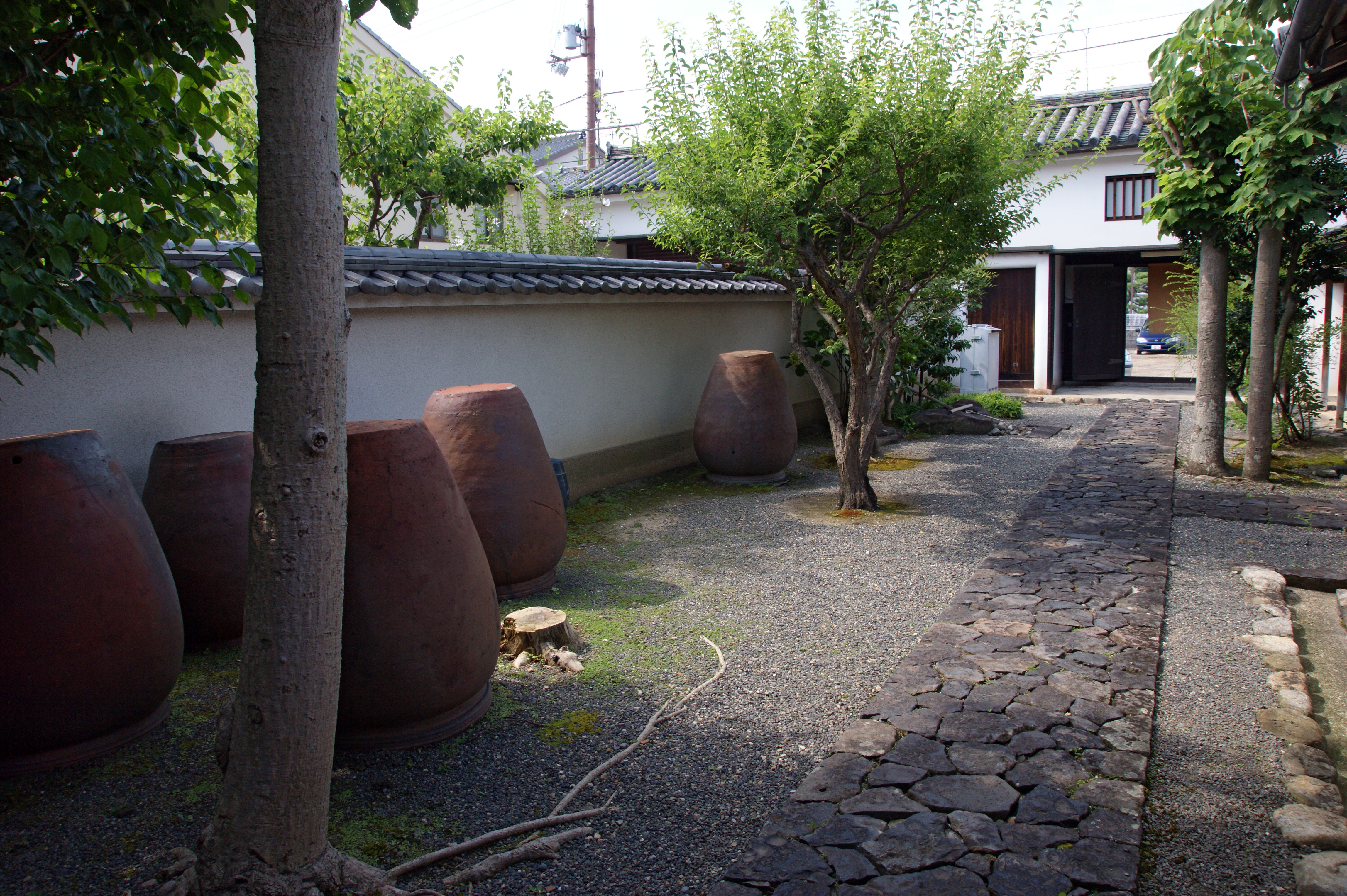
庭：玄関より門への視点